# Ортовисмутат натрия
Ортовисмутат натрия — неорганическое соединение, соль натрия и несуществующей ортовисмутовой кислоты с формулой Na3BiO4, жёлтые кристаллы.

## Получение
- Сплавление стехиометрических количеств оксида висмута и пероксида натрия:

{\displaystyle {\mathsf {2Bi_{2}O_{3}+6Na_{2}O_{2}\ {\xrightarrow {350-600^{o}C}}\ 4Na_{3}BiO_{4}+O_{2}\uparrow }}}

## Физические свойства
Ортовисмутат натрия образует жёлтые кристаллы нескольких модификаций:
- α-Na3BiO4 — моноклинная сингония, пространственная группа P 21/c, параметры ячейки a = 0,587 нм, b = 0,669 нм, c = 0,565 нм, β = 109,8°, Z = 2;
- β-Na3BiO4 — тригональная сингония, пространственная группа R 3m, параметры ячейки a = 0,332141 нм, c = 1,64852 нм, Z = 1,5 [1].

## Химические свойства
- Является сильным окислителем.